# Confederació d’Associacions Veïnals de Catalunya
La Confederació d'Associacions Veïnals de Catalunya (CONFAVC) és una organització del moviment veïnal que coordina 460 associacions veïnals i 22 federacions i que a través dels seus projectes, campanyes i serveis, treballa per millorar la qualitat de vida dels veïns des dels barris de Catalunya. No té ànim de lucre. La seva seu és a Barcelona, Carrer Doctor Aiguader, 18.

## Història
L'entitat va néixer el 1988 sota l'impuls d'una sèrie de federacions d'associacions de veïns (AV) de Badalona, el Baix Llobregat, Barcelona, L'Hospitalet, Lleida, Manresa i Tarragona, que varen decidir recuperar i institucionalitzar les trobades d'AV que s'havien fet a Catalunya anteriorment. Inicialment foren sis federacions que posteriorment van anar creixent fins a arribar a 22.

## Dirigents
En un inici la Presidència era rotatòria i l'assumia la persona representant de cada federació fundadora. Amb el creixement de l'organització, aquest òrgan va derivar a un Secretariat, que juntament amb membres de les federacions veïnals, formaven la Junta Directiva. Amb l'ingrés de moltes federacions, la Junta Directiva va a passar a ser només assumida per a persones a títol individual, i es va crear el Consell Federal, que reuneix totes les federacions associades. Per tant, els òrgans de govern de la CONFAVC van canviar amb l'aprovació de la modificació d'estatuts el 10 de febrer de 2007.

## Presidents
- Alfredo Vela, 1988-2006
- Joan Martínez 2006-2012
- Jordi Giró, 2012 -

## Federacions membres
- Badalona
- Barberà del Vallès
- Barcelona
- Baix Llobregat
- Figueres
- L'Hospitalet
- Lleida
- Manresa
- Mataró
- Mollet del Vallès
- Montcada i Reixac
- Olot
- Reus (retirada el 2017)[1]
- Sabadell
- Sant Adrià de Besòs
- Sant Cugat del Vallès
- Santa Coloma de Gramenet
- Santa Perpètua de Mogoda
- Tarragona
- Tarrega
- Terrassa
- Viladecans